# Louriçal
Louriçal é uma vila portuguesa sede da Freguesia de Louriçal do Município de Pombal, freguesia com 47,66 km² de área e 4203 habitantes (censo de 2021), tendo, por isso, uma densidade populacional de 88,2 hab./km².
Foi vila e sede de concelho até 1855. Este era constituído pelas freguesias da vila e Mata Mourisca. Tinha 212 km² e 5 526 habitantes em 1801 e 5 654 habitantes em 1849. Em 1993 por decreto lei foi de novo elevada à categoria de vila.

## Lugares
Pertencem à Freguesia do Louriçal os seguintes lugares: Antões, Barroca do Outeiro, Borda do Rio, Cabeços do Outeiro, Casais de Além, Casais do Porto, Casais Loureiros, Casal da Rola,  Casal do Queijo, Casal Mouro, Casas Brancas, Castelhanas, Cavadas, Cavaditas, Cipreste, Enjoa, Espinheiras, Foitos, Furadouro, Louriçal, Matas do Louriçal, Matos da Vila, Moita do Boi, Outeiro do Louriçal, Ribeira de Santo Amaro, Santo António, São João das Tábuas, Serafim, Torneira, Valarinho, Vale da Cabra.

## História

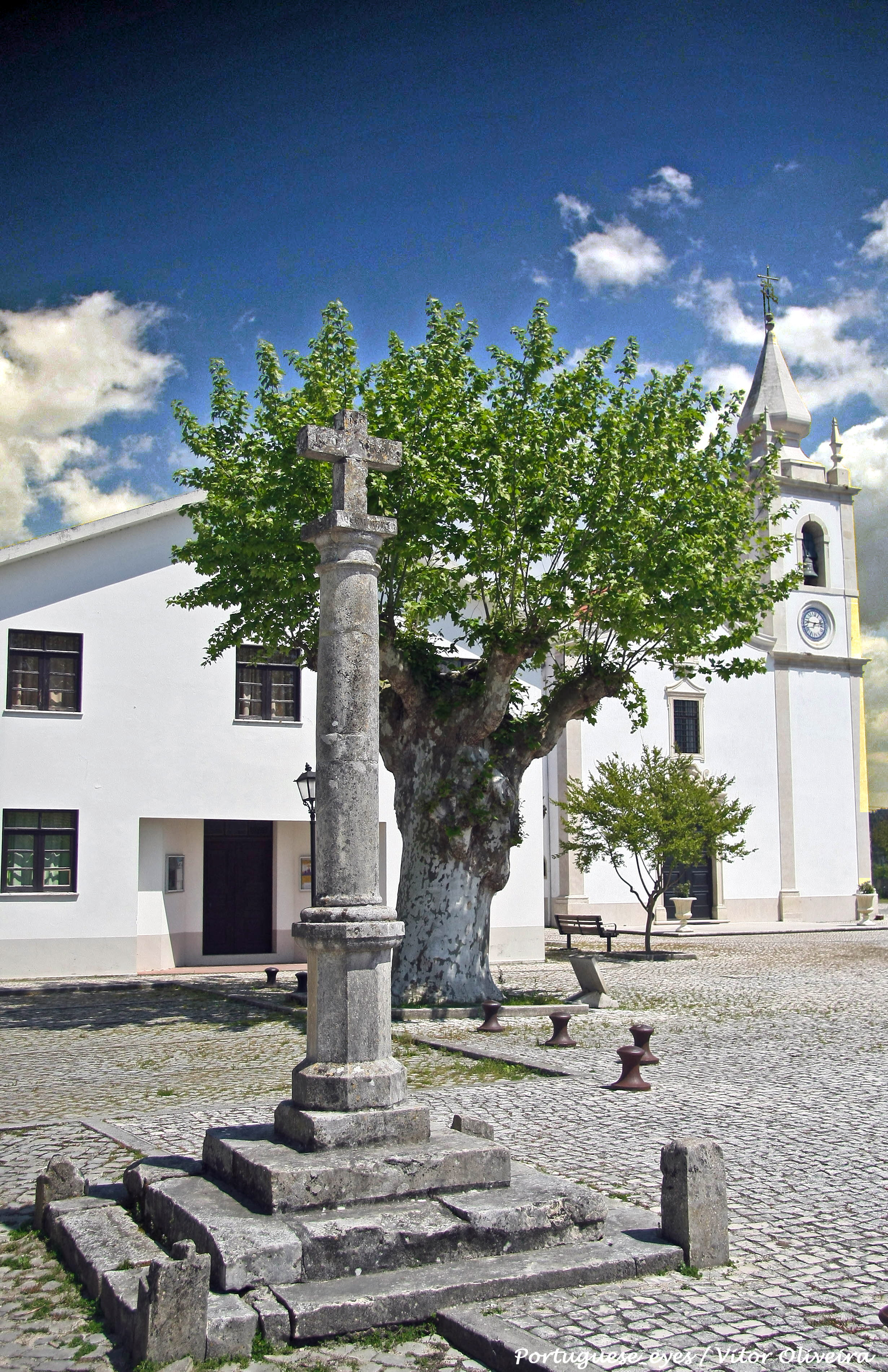
O Pelourinho do Louriçal.

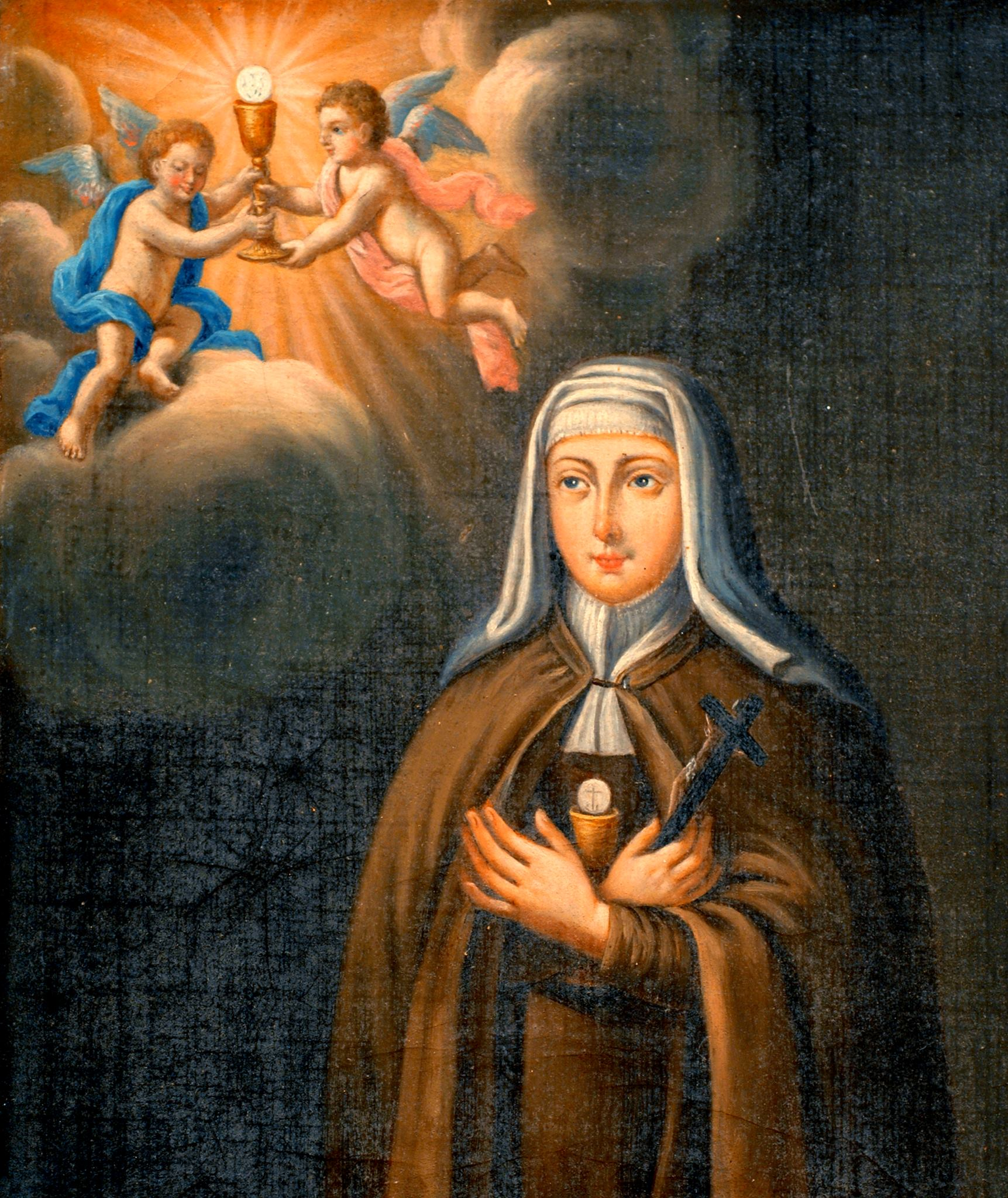
A Madre Maria do Lado, figura histórica do Louriçal e fundadora do Convento do Desagravo do Santíssimo Sacramento.

A criação da freguesia remonta aos primórdios da nacionalidade, já no século XII. O couto do Louriçal foi concedido por D. Afonso Henriques ao Mosteiro de Santa Cruz de Coimbra em 1166. O rei D. Manuel I atribuiu-lhe foral a 23 de Agosto de 1514.
Nos séculos XVII e XVIII teve um grande desenvolvimento, muito graças às diligências tomadas por algumas famílias nobres de importância, como os Almeida Castelo Branco e os Menezes, Marqueses de Louriçal.
No século XVII foi fundado o monumental Convento do Desagravo do Santíssimo Sacramento por parte de uma jovem freira, de seu nome Madre Maria do Lado que aqui se instalou com as suas companheiras. Dois anos antes da morte da fundadora, em 1630, fundou-se ainda o Recolhimento das Terceiras Professas da Ordem da Penitência de São Francisco.
Foi no auge da história do Convento, no século XVIII, que o rei D. João V encarregou Frei Manuel Pereira de resolver o problema de falta de água para o seu abastecimento. O aqueduto de condução das águas, segundo a planta deste arquiteto, ainda hoje se conserva, sendo um dos pontos de interesse do Louriçal, correndo a água pelo interior do aqueduto, desde a mina até à cerca do Convento. O aqueduto em 2014 foi alvo de uma reabilitação.
O Louriçal deixou de pertencer à comarca de Coimbra em 1836 para ser integrado na comarca de Pombal. Em 24 de outubro de 1855 deixou de ser sede de concelho, que passou para Pombal.

## Eventos
Entre os eventos que marcam a vida da freguesia, é de referir o mercado dominical (mercado semanal de Louriçal), núcleo de convivência e encontro entre os seus habitantes, para além das habituais atividades comerciais.
A nível de festividades religiosas, são de referir as que são dadas em honra de São Tiago, orago da Vila. É, contudo, a 15 de agosto que ocorre o auge das festividades, em honra de Nossa Senhora da Boa Morte, e cuja importância se torna ainda maior devido à presença dos Louriçalenses emigrados que acorrem à sua terra natal durante o período de férias estival. A festividade é especialmente marcada pela procissão de uma escultura da Virgem Maria no seu leito de morte, que foi oferecida pelo rei D. José, acompanhada de uma interessante procissão de velas.

## Património
De entre o património da freguesia, relevam, por serem monumentos classificados, a Igreja e Convento do Desagravo do Santíssimo Sacramento, o Pelourinho do Louriçal e a Capela da Misericórdia.
Há, contudo, ainda a referir a Igreja Matriz de São Tiago, situada no Largo Prior Campos, que data do século XVII, apresentando alguns traços manuelinos, apresentando exteriormente um portal cingido de pináculos rematados em fogaréus. No interior tem uma única nave revestida com silhar de azulejos setecentistas. O retábulo principal, encimado pelo símbolo do Santíssimo Sacramento, representa São Tiago, o patrono desta freguesia, em pintura de tela.
A Capela do Recolhimento, na Rua Capitão Cadete/Praça Joaquim da Silva Cardoso data de finais do século XVII e inícios do século XVIII, pertencendo originalmente ao Recolhimento da Ordem Terceira Carmelita, fundado por D. Francisca Inês de Oliveira, em 1733. Mais tarde foi transformado em convento de Ursulinas pelo Padre Jacinto António Crespo. A Comunidade terá sido extinta pela morte da última religiosa. No arco real pode ver-se o escudo da fundadora: três estrelas douradas sobre fundo branco, ladeado por volutas e encimado por uma coroa. Conserva uma tela inédita do pintor italiano Pascoal Parente, datada de 1777.
De interesse para quem esteja de passagem é, ainda, o parque de merendas de Fonte da Pedra.
Em termos de atividades económicas tradicionais, a freguesia ainda realiza a moagem artesanal dos cereais, além de produtos artesanais de tecelagem e bordados.
A nível gastronómico há a referir os pastéis do Louriçal (com amêndoa), os biscoitos do Louriçal (talvez com origem conventual, sem açúcar e ideais para acompanhar bebidas quentes), o cozido "à nossa moda" (tradicionalmente servido no Carnaval, com carne de porco), carneiro cozido em vinho branco e Leitoa do Louriçal e sopa com couves migadas e feijão frade. O pão da região também é muito apreciado.

## Demografia
Nota: Com lugares desta freguesia foi criada, em 1960, a freguesia de Carriço.
A população registada nos censos foi:
| Distribuição da População por Grupos Etários | Distribuição da População por Grupos Etários | Distribuição da População por Grupos Etários | Distribuição da População por Grupos Etários | Distribuição da População por Grupos Etários |
| -------------------------------------------- | -------------------------------------------- | -------------------------------------------- | -------------------------------------------- | -------------------------------------------- |
| Ano                                          | 0-14 Anos                                    | 15-24 Anos                                   | 25-64 Anos                                   | > 65 Anos                                    |
| 2001                                         | 806                                          | 816                                          | 2541                                         | 932                                          |
| 2011                                         | 573                                          | 533                                          | 2558                                         | 1056                                         |
| 2021                                         | 450                                          | 370                                          | 2168                                         | 1215                                         |